# Nettie Honeyball
Nettie Honeyball, ou Nettie J. Honeyball, est la fondatrice du British Ladies' Football Club, l'un des premiers clubs de football féminin. Elle jouera au sein du club jusqu'au printemps 1895. 
Nettie Honeyball est un pseudonyme, sa véritable identité reste incertaine. Selon certaines sources, elle s'appellerait Mary Hutson,,, selon d'autres Jessie Allen.

## Biographie

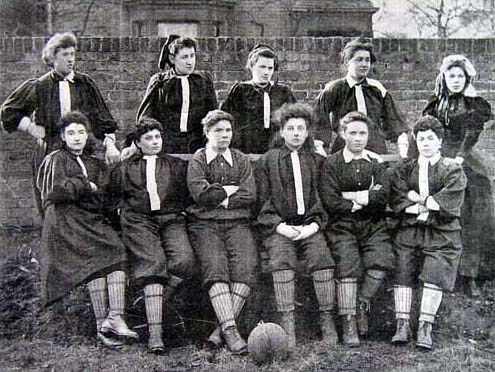
Le British Ladies FC, en 1895. Honeyball est debout, la 2e en partant de la gauche.

Étant donné l'incertitude sur sa vraie identité, peu de choses sont connues de sa vie. D'après les photographies, elle aurait eu entre 20 et 30 ans en 1895. Jessie Allen est née en 1871. Elle se marie avec Frederick Smith, le frère d'Alfred Hewitt Smith (présenté à l'occasion comme le manager du BLFC), en 1893. Mary Hutson, la capitaine de l'équipe, est elle originaire d'Irlande.
En 1894, Honeyball fait paraitre dans les journaux des annonces pour rassembler des femmes souhaitant jouer au football. Trente femmes, venues essentiellement de la classe moyenne, répondent. Associée à la journaliste et militante féministe Florence Dixie, qui accepte d'en être la présidente, Honeyball fonde en 1895 le British Ladies' Football Club (BLFC),. Honeyball décrit le football comme un « jeu viril qui pourrait aussi bien être féminin ». 
D'après les rapports d'époque, le premier match officiel du British Ladies' Football Club le 23 mars 1895 rassemble plus de 12 000 spectateurs. La suffragette écossaise Helen Matthews (en), qui dirige plus tard le Mrs Graham's XI (en) en 1895 et 1896, rejoint l'équipe. Honeyball fait sa dernière apparition sur le terrain le 13 mai 1895. L'équipe semble arrêter ses tournées en septembre 1896, faute de recettes suffisantes. 
En 1902, la fédération anglaise de football interdit le football féminin, en considérant ce sport comme trop dur et trop masculin. Jessie Allen meurt en 1922.